# Welcome to the Blacklist Club
Welcome to the Blacklist Club (Originariamente intitolato With a Wink and a Smile) è l'album di debutto del cantante e cantautore americano Evan Taubenfeld, ex-chitarrista di Avril Lavigne. L'album doveva essere pubblicato il 15 settembre 2009, ma la data è stata poi posticipata. Durante La UStream chat con Evan, il 28 marzo 2010, il cantante ha confermato che l'album sarebbe stato rilasciato su iTunes in tutto il mondo il 18 maggio 2010.  Il 24 febbraio è stato rilasciato su iTunes un singolo promozionale, "Cheater of the Year", con tanto di un lyric video su MySpace. Il primo singolo ufficiale, "Boy Meets Girl", è stato pubblicato il 31 marzo.

## Background
Sul sito ufficiale The Black List Club, Evan Taubenfeld descrive il suo album nella sezione biografia.

## Singoli
- "Cheater of the Year" (pubblicato il 24 febbraio 2009 su iTunes e altri siti come singolo promozionale, con un lyric video su Myspace)
- "Boy Meets Girl" (pubblicato il 31 marzo 2009, primo singolo ufficiale dell'album, con un lyric video su Myspace)[4]
- "Starbucks Girl" (pubblicato il 9 febbraio 2010, con un music video)
- "Pumpkin Pie" (pubblicato il 22 luglio 2010, secondo singolo ufficiale, con un lyric video e un video ufficiale)
- "It's Like That" (pubblicato il 12 agosto, con un video senza testo, ma con foto e clips di Evan mentre canta la canzone).

## Tracklist
Evan Taubenfeld ha rilasciato un'immagine della versione demo del CD con una tracklist originale di "Welcome to the Blacklist Club".
1. Pumpkin Pie – 3:52 (Evan Taubenfeld, Kevin Kadish)
2. Boy Meets Girl – 3:27 (Taubenfeld, Adam Richman, William James (Bleu) McAuley III, Alex Scutro)
3. Story of Me and You – 3:11 (Taubenfeld, Kadish)
4. Matter of Time – 2:49 (Taubenfeld, Kadish)
5. It's Like That – 2:40 (Taubenfeld, Kadish)
6. Razorblade Limeade – 4:05 (Taubenfeld, Kadish)
7. Cheater of the Year – 3:00 (Taubenfeld, Kadish)
8. Evan Way – 3:58 (Taubenfeld, Avril Lavigne, Kadish)
9. Waiting – 4:09 (Taubenfeld)
10. Better than You – 3:09 (Taubenfeld, Kadish)

### Canzoni escluse
Nonostante annunci e foto di un'iniziale tracklist, alla fine le canzoni "Love/Hate", "Waiting", "Starbucks Girl", "I Love the Both of You" e "Best Years of Our Lives" sono state tagliate dall'album.
- Merry Swiftmas
- My Apology
- Starbucks Girl
- Best Years Of Our Lives
- Fear
- SlowRocker
- Love/Hate
- Somethings go wrong
- So Suddenly
- Stubborn
- Starting over
- Weak Night's
- Feeling Beautiful

## Personale

### Musica
- Evan Taubenfeld – vocals, guitars, bass, piano, programming
- Devin Bronson – guitars
- Mike Castonguay – bass
- Isaac Carpenter – drums
- John Fields – keyboards, additional guitars, bass, backing vocals
- Kevin Kadish – programming, keyboards, guitars
- Dorian Crozier – drums
- Stephen Lu – string arrangement, keyboards
- Drew Taubenfeld – additional guitars
- William James (Bleu) McAuley III – backing vocals, additional acoustic guitars
- Avril Lavigne – backing vocals
- Will Owsley – backing vocals
- John Taylor – backing vocals
- Jason Scheff – backing vocals
- Jimmy Coup – backing vocals
- Chuck Gladfelter – backing vocals

### Produzione
- John Fields – produttore, ingegnere, mixer
- Evan Taubenfeld – co-produttore
- Kevin Kadish – co-produttore e co-ingegnere
- Ross Hogarth – ingegnere
- Tom Lord Alge – mixer
- Steve Ferlazzo – co-ingegnere

## Tour promozionali

### Snakes and Suits Acoustic Tour
Prima di rilasciare l'album, durante la primavera del 2009, Evan ha fatto un tour con This Providence e The Academy Is... noto come lo "Snakes and Suits acoustic tour" per promuovere il singolo "Boy Meets Girl", il suo album di debutto e la sua carriera. Si è esibito con 5 canzoni nella maggior parte delle date del tour.
1. "Razorblade Limeade"
2. "Cheater of the Year"
3. "Story of Me and You"
4. "Pumpkin Pie"
5. "Boy Meets Girl"

### Metro Station Tour
Tra l'estate e l'autunno del 2009, ha fatto un tour in Nord America con i Metro Station.

### Tour (pianificato) in tutto il mondo
In vari video, Evan ha supposto di pianificare di fare un tour per tutto il mondo dopo il rilascio di "Welcome to the Blacklist Club", probabilmente tra l'inverno e la primavera 2010. Tale tour non è mai comunque avvenuto.

### Black Star World Tour di Avril Lavigne
Evan si è esibito aprendo tutte le tappe nord americane del tour di Avril Lavigne del 2011, il Black Star World Tour.